# Steffen Fetzner

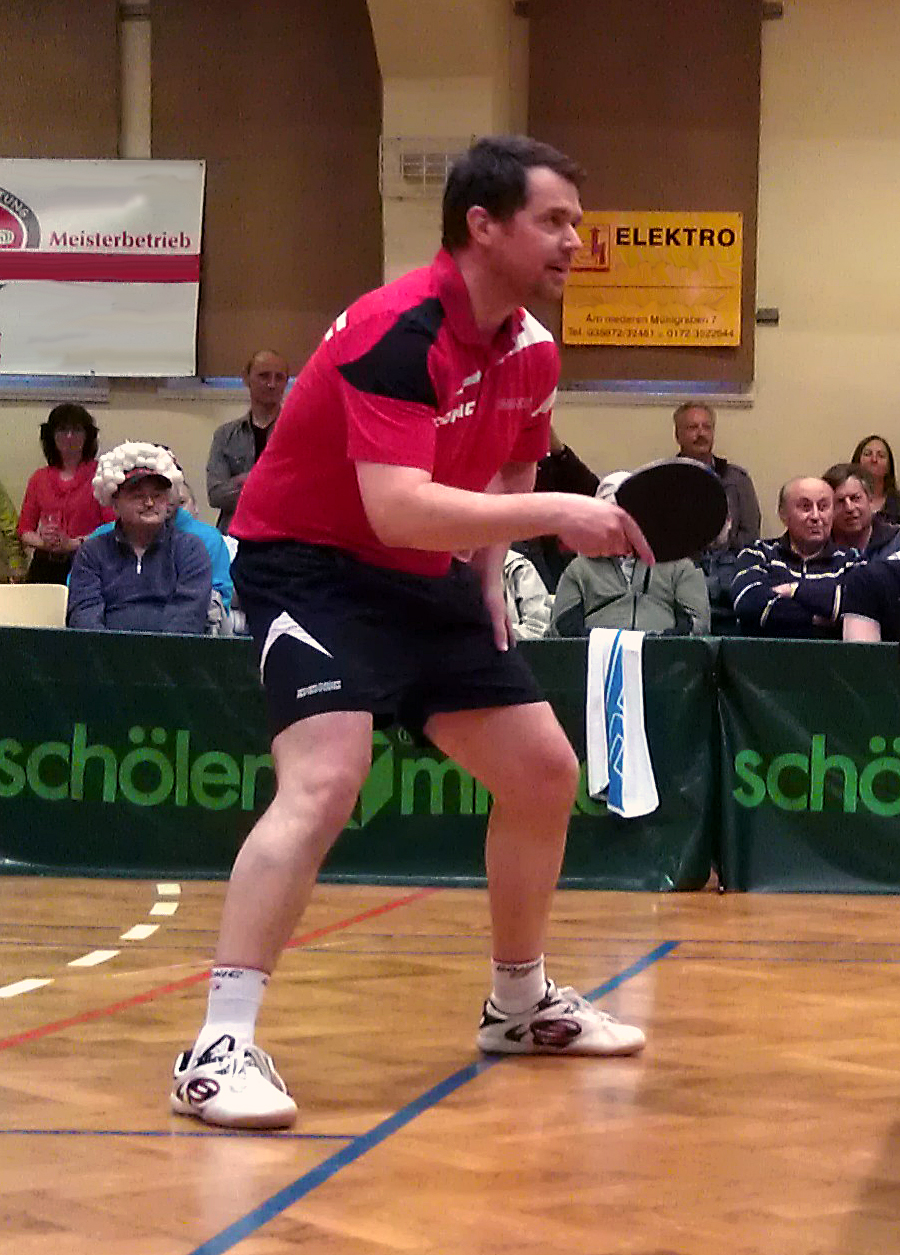
Steffen Fetzner (2012)

Steffen Fetzner (Karlsruhe, 17 augustus 1968) is een Duits professioneel tafeltennisser. Hij werd aan de zijde van Jörg Roßkopf in Dortmund 1989 wereldkampioen dubbelspel, een jaar nadat ze samen al zilver wonnen op de Olympische Zomerspelen 1992.

## Sportieve loopbaan
Fetzner nam deel aan zeven wereldkampioenschappen (1987-1999) en zes Europese kampioenschappen tafeltennis (1988-2000). Daarin was de wereldtitel dubbelspel van 1989 zijn grootste succes. Hij en Roßkopf versloegen daarvoor in de finale het Joegoslavisch/Poolse duo Zoran Kalinić/Leszek Kucharski. Overige eindzeges op internationale toernooien bleven uit, maar Fetzner kwam er nog een aantal keer dicht bij. Zo werden Roßkopf en hij op het Olympische toernooi van 1992 pas in de finale afgestopt door de Chinezen Lu Lin en Wang Tao en was op zowel de WTC-World Team Cup  1991 als de World Doubles Cup 1995 het zilver wederom zijn deel.

Fetzners oogst op de Europese kampioenschappen waaraan hij deelnam, behelst nog drie zilveren medailles. Op het EK 1990 in Göteborg was hij verliezend finalist in zowel het dubbelspeltoernooi als dat voor landenploegen, met Duitsland. Samen met zijn Duitse ploeggenoten werd hij op het EK 2000 in Bremen wederom tweede. Beide keren was het team van Zweden te sterk
Fetzner was van 1996 tot en met 1999 actief op de ITTF Pro Tour. Daar plaatste hij zich in 1996 voor de ITTF Pro Tour Grand Finals enkelspel, waarop hij tot de laatste zestien kwam. Behalve in 1992 kwam hij ook voor Duitsland uit op de Olympische toernooien van 1988 en 1996. In het dubbelspeltoernooi van '96 belandden Roßkopf met een vierde plaats net naast het podium. Fetzner plaatste zich in 1994 voor de Europese Top-12, waarop hij elfde werd.
Fetzner speelde in competitieverband onder meer in de Duitse Bundesliga voor Borussia Düsseldorf en TTC Zugbrücke Grenzau, waarmee hij in 1998 de ETTU Cup won.